# 孟甘乡
孟甘乡，是中华人民共和国四川省凉山彝族自治州普格县曾经下辖的一个乡。2021年1月12日，撤销孟甘乡，其所属行政区域为西洛镇的行政区域。

## 行政区划
孟甘乡撤销前下辖以下地区：
古里村、博基村和米尔村。